# トニーのど素人天狗ショー
トニーのど素人天狗ショー（トニーの・どしろうと・てんぐ・ショー）は九州朝日放送で1966年10月から1970年3月に放送された視聴者参加型番組である。
この番組は、和菓子メーカーのひよ子本舗吉野堂が協賛して、九州地方でも視聴者参加型のバラエティー番組をという要望をKBCが受け入れて製作することになった。番組の冠にもなったトニー谷の司会により、福岡県各地で公開生放送（または収録）を行い、歌や踊り、漫才、落語、手品といった演芸の腕前を競い合うというもので、特に初回放送では視聴率26%、更に正月には35%を超え、福岡ローカル番組でありながら、高視聴率を稼ぎ、また審査員やゲストにも平尾昌晃ら全国区で活躍するタレントらを起用するなど、視聴者参加番組ならではの特徴をフルに生かしたものとして知られた。
1969年6月放送分より「トニーの勝ち抜き天狗ショー」に改題された。
また生放送・収録の会場にはひよ子のマスコットであるヒヨコの着ぐるみと、酒井すみ江による生コマーシャル（インフォマーシャル）も行われ、家族連れの子供たちからも人気があった。